# ルルの時代
『ルルの時代』（西: Las edades de Lulú, 英: The Ages of Lulu）は、1990年に製作されたスペインの映画。ビガス・ルナ監督。

## キャスト
- ルル：フランチェスカ・ネリ
- パブロ：オスカー・ラドイレ
- エリー：マリア・バランコ
- マルセロ：フェルナンド・ギーエン・クエルボ
- ジミー：ハビエル・バルデム

## 受賞
- 第5回（1991年）ゴヤ賞助演女優賞: マリア・バランコ